# Borre (Denemarken)
Borre is een plaats in de Deense regio Seeland, gemeente Vordingborg, op het eiland Møn. De plaats telt 329 inwoners (2008).
Borre ligt aan de voet van een heuvel langs de weg van Stege naar Møns Klint.

## Naam
De naam Borre vindt zijn oorsprong in Burgh, Borrig. De plaats zou rondom een vesting zijn ontstaan.

## Geschiedenis
In de middeleeuwen was Borre een handelsstad die leefde van de haringvangst in de Sont. De stad lag toen nog aan een zeestraat die het eiland Møn doormidden sneed, maar in de loop der tijd verzandde deze tot een fjord met aan de noordzijde de toegang tot de zee. Begin 13e eeuw werd Borre Kirke, de kerk van Borre, gebouwd in Romaanse stijl. In 1460 kreeg de stad handelsrechten.
De neergang van Borre als handelsstad begon met de afname van de haringvisserij aan het eind van de middeleeuwen. In 1510 werd Borre geplunderd en verwoest door troepen uit Lübeck. Het verzanden van de toegang tot de zee zorgde voor een definitieve terugval als handelsplaats. De herbevestiging van privileges als handelsstad in 1648 door de koning haalde niet veel uit, aangezien Borre inmiddels geen rol van betekenis meer speelde. In 1763 kon de fjord nog bevaren worden, maar uiteindelijk verzandde deze volledig.

## Externe links

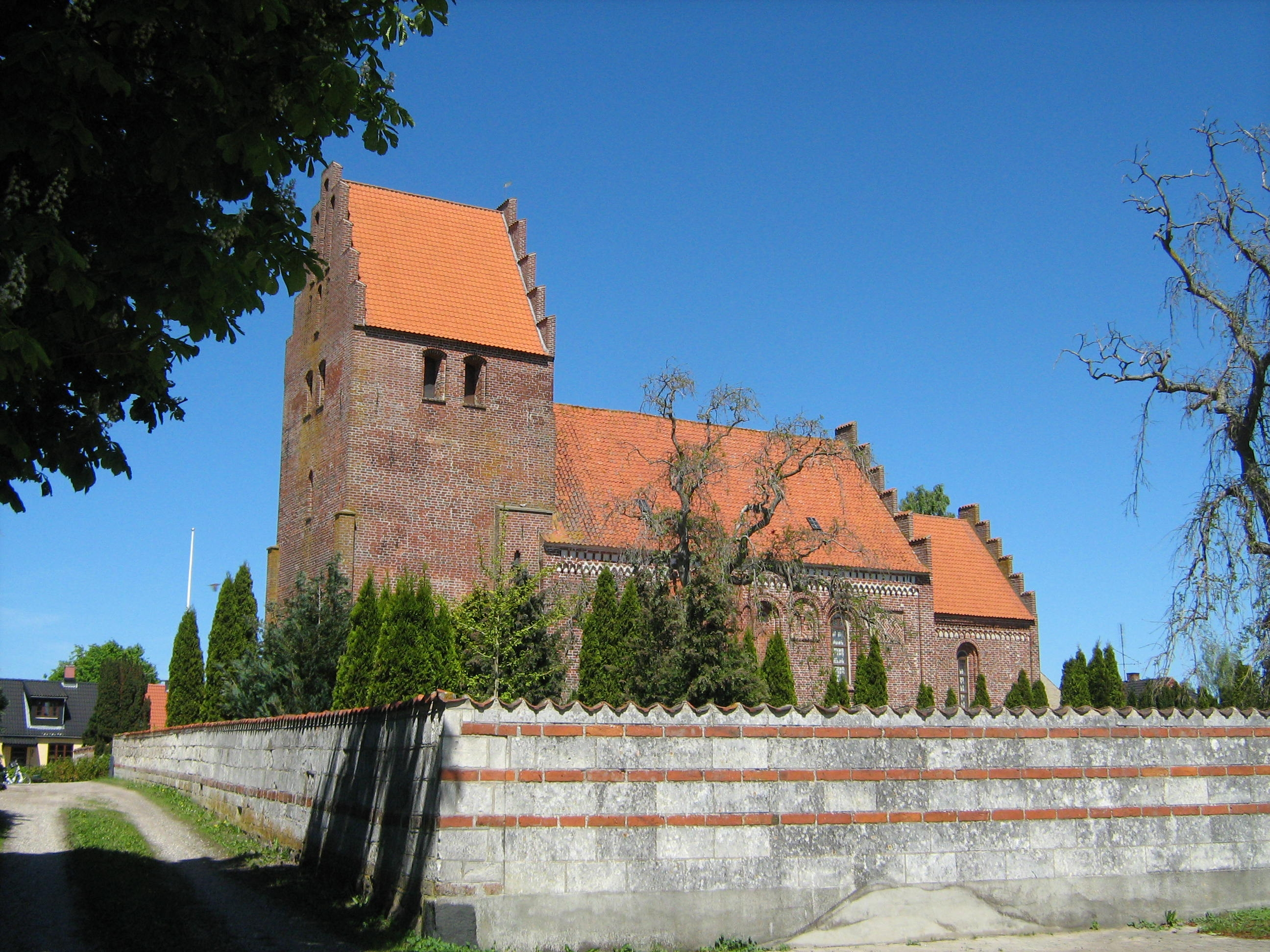
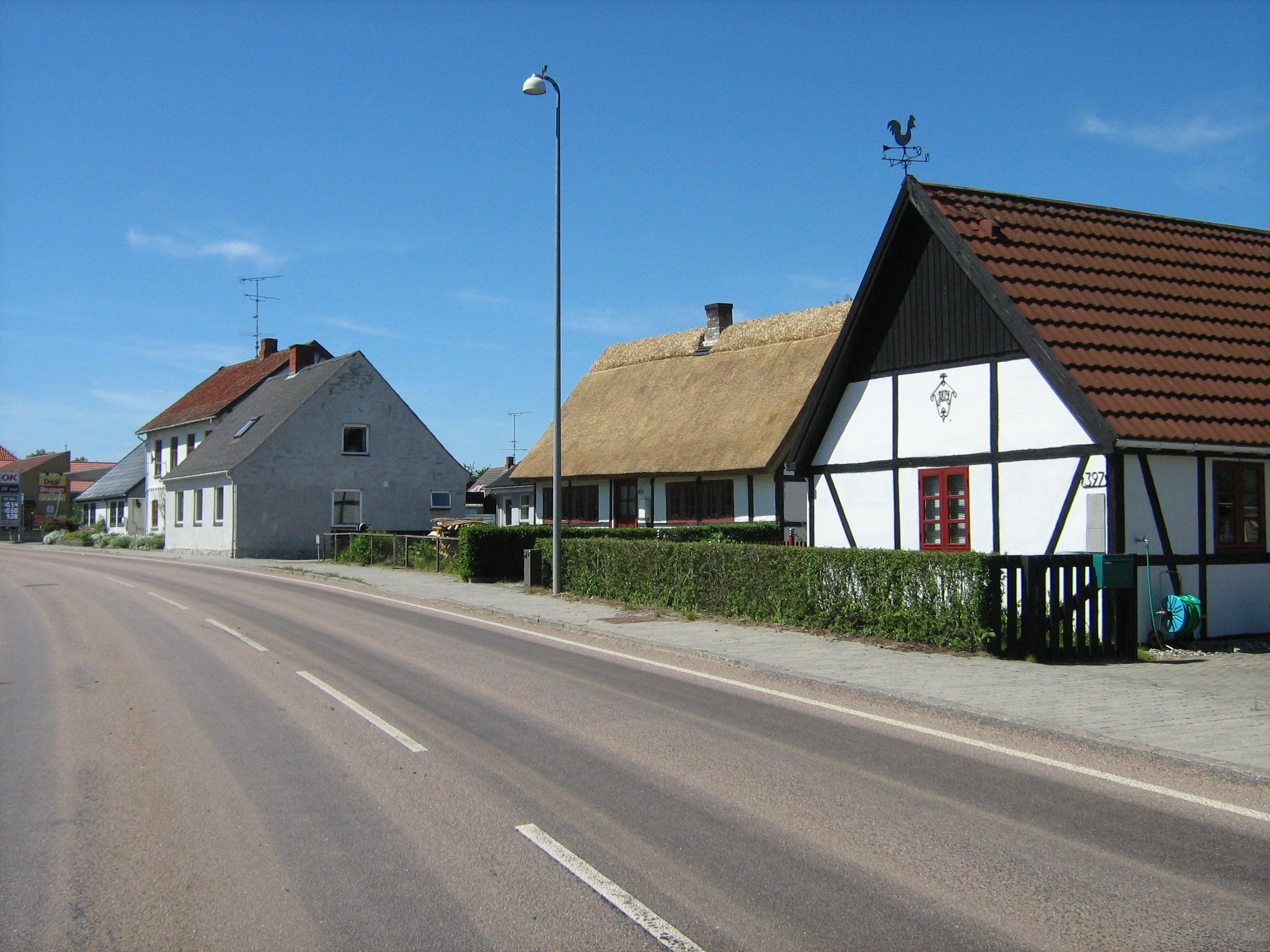